# Udorn Duangdecha
Udorn Duangdecha (18 oktober 1970) is een professional golfer uit Thailand. 

## Amateur

### Gewonnen
- 1998: Singha Thailand Amateur Open.

## Professional
Udorn werd in 2000 professional. Hij speelt sinds 2005 op de Aziatische PGA Tour waar hij in 2010 zijn eerste overwinning behaalde. Hij begon met 5 slagen achterstand aan de laatste ronde maar scoorde 66 en won met'een slag voorsprong.
Hij heeft een aantal schitterende rondes gemaakt. Tijdens het Hong Kong Open in 2009 bleef hij Robert-Jan Derksen in de eerste ronde een slag voor door met tien birdies een score van 62 (-8) te maken.
Duangdecha is geen onopvallende speler, hij draagt broeken in allerlei prints zoals zebrastrepen of wilde bloemmotieven.

### Gewonnen

#### Asian Tour
- 2010: King's Cup
- 2011: Singha Esan Open

#### Elders
- 2010: Singha Pattaya Open (-16)